# Fossilworks
A Sydney-i  Macquarie Egyetem által üzemeltetett Fossilworks egy publikus gateway a Paleobiológiai adatbázishoz (Paleobiology Database). Ebben a világ több száz őslénytani kutatójának együttműködésével összeállított ősélettani adatbázisban biztosít  keresési, letöltési lehetőségeket, és különböző analitikai vizsgálatok  végzését. 2022 körül megszűnt.

## Az őslénytani adatbázis
A paleobiológiai adatbázist a Santa Barbara-i Kaliforniai Egyetem hozta létre a National Science Foundation támogatásával. Az jelenleg a Wisconsin–Madison Egyetemen működik. A nyilvános hozzáférést biztosító Macquarie Egyetemi Fossilworks adatbázisát és a paleobiológiai adatbázist naponta szinkronizálják. Az adatbázist 1998-ban hozták létre. Jelenleg 29 ország 171 intézetének 444 kutatójának közreműködésével üzemel. Magyarországot két kutató képviseli a szerkesztőgárdában, Kocsis Tibor Ádám, az ELTE tudományos munkatársa és Pálfy József akadémikus.
Az adatbázisban található információk szerzői joga az azokat közreadó kutatóké, tekintettel arra, hogy nem egyszer tényközlésről, hanem általában kutatási eredményekről szólnak. Az adatbázis jogtulajdonosa az amerikai állam. Az adatok kutatási és oktatási célból a forrás megadása mellett felhasználhatok, de közvetlenül nem másolhatók és üzleti stb. célra nem használhatók.